# Заольховский
Заольховский —  хутор  в Кумылженском районе Волгоградской области России. Входит в состав  Букановского сельского поселения. Население 146 чел. (2010).

## География
Расположен в  западной части региона, в лесостепи, в пределах Хопёрско-Бузулукской равнины, являющейся южным окончанием Окско-Донской низменности, на правобережье реки Хопёр. Примыкает к северной окраине х. Заталовский.
Уличная сеть сеть не развита.
Абсолютная высота 59 метров над уровнем моря.

## Население
| 2010 |
| ---- |
| 146  |

Гендерный состав
По данным Всероссийской переписи населения 2010 года в гендерной структуре населения из 146 человек мужчин — 67, женщин — 79 (45,9 и 54,1 % соответственно).
Национальный состав
Согласно результатам переписи 2002 года, в национальной структуре населения
русские составляли  100 % из общей численности населения в 76 чел..

## Инфраструктура
Личное подсобное хозяйство. В 2011 году проведена газификация

## Транспорт
Просёлочные дороги. 